# Каленики (Полтавская область)
Каленики (укр. Каленики) — село,
Калениковский сельский совет,
Решетиловский район,
Полтавская область,
Украина.
Код КОАТУУ — 5324281301. Население по переписи 2001 года составляло 617 человек.
Является административным центром Калениковского сельского совета, в который, кроме того, входит село
Хрещатое.

## Географическое положение
Село Каленики находится на левом берегу реки Псёл,
выше по течению на расстоянии в 5 км расположено село Шиловка,
ниже по течению на расстоянии в 4 км расположено село Сухорабовка.
Река в этом месте извилистая, образует лиманы, старицы и заболоченные озёра.

## Экономика
- «Агрос-Полтава», ООО.

## Объекты социальной сферы
- Калениківський заклад здобуття середньої освіти.
- Фельдшерско-акушерский пункт.
- Дитячий садок
- Будинок культури

В селе родился Народный артист Украинской ССР Тимошенко, Юрий Трофимович (1919).